# Dorothy McKibbinová
Dorothy McKibbinová, nepřechýleně Dorothy McKibbin (12. prosince 1897 Kansas City, stát Missouri – 17. prosince 1985 Santa Fe Nové Mexiko; rodné příjmení Scarritt) je známá jako „první dáma Los Alamos“ pro svou úlohu v projektu Manhattan během druhé světové války. 
Vedla hlavní kancelář tajného projektu na adrese 109 East Palace Avenue v hlavním městě Santa Fe, kterou museli projít téměř všichni zaměstnanci stěhující se do nově budované laboratoře v Los Alamos, aby získali bezpečnostní pověření a pokyny k cestě na nové pracoviště. Do důchodu odešla po uzavření pobočky v Santa Fe v roce 1963.:s.159

## Mládí a před válkou

### Dětství, mládí a vzdělání
Dorothy Ann Scarrittová se narodila 12. prosince 1897 v Kansas City ve státě Missouri jako čtvrté z pěti dětí Williama Chicka Scarritta, podnikového právníka, a jeho manželky Frances Virginie, rozené Davisové. Dorothy byla pro svou rodinu a blízké přátele známá jako Dink. Její otec se aktivně účastnil politického a společenského života v Kansas City.:s.9–14
Rodina pevně věřila v hodnotu vzdělání. Dorothy nejprve navštěvovala malou nezávislou školu v Kansas City, kde byla redaktorkou školního literárního časopisu, členkou dramatického kroužku a hrála ve školním basketbalovém týmu. Maturovala v roce 1915 a ještě téhož roku nastoupila na Smith College, vysokou školu svobodných umění v Northamptonu ve státě Massachusetts. V té době to byla největší z ženských vysokých škol ve Spojených státech.:s.9–10
Rozhodovala se mezi studiem angličtiny a historie, nakonec se rozhodla pro druhý obor. Hned v prvním ročníku se stala předsedkyní třídy a podílela se na činnosti několika univerzitních spolků. Pomohla také vybrat 25 000 dolarů pro uprchlíky z první světové války. Bavila ji řada sportů: tenis, plavání, turistika a horolezectví, hrála v třídním basketbalovém týmu a za baseballový tým All-Smith.:s.11–13
Po promoci v roce 1919 odcestovala v roce 1921 do Evropy společně s otcem, poté v roce 1923 na Aljašku, do západní Kanady a Yosemitského národního parku. V září 1923 se při návštěvě kolegy z univerzity seznámila s Josephem Chambersem McKibbinem. V roce 1924 procestovala Quebec, Newfoundland, Nové Skotsko a Tisíc ostrovů. V roce 1925 se s otcem vydala na Kubu, do Panamy, Peru, Chile a Argentiny. Zasnoubila se s Josephem McKibbinem, ale zasnoubení zrušila, když ji byla po návratu z Jižní Ameriky v roce 1925 diagnostikována tuberkulóza, na kterou v roce 1919 zemřela její starší sestra Frances.:s.13–18:s.7–8

### Léčba vNovém Mexiku
Až do objevu streptomycinu v roce 1943 a jeho masové výroby ke konci 40. let neexistoval na tuberkulózu žádný účinný lék. Pacienti byli posíláni do sanatorií, kde se buď uzdravili, nebo zemřeli. Slunečné a suché podnebí jihozápadních států bylo považováno za příznivé pro léčbu a bylo zde proto několik sanatorií. Rodina si vybrala sanatorium Sunmount poblíž Santa Fe v Novém Mexiku, které připomínalo spíše letovisko než nemocnici. 
Dorothy přijela do sanatoria s matkou v listopadu 1925 a zjistila, že Sunmount má pořadník na přijetí. Po určitém dohadování a lobbování byla přijata 9. prosince 1925. Zamilovala si krajinu i kulturu Nového Mexika. Po roce byla prohlášena za vyléčenou a 22. prosince 1927 ze sanatoria odešla.:s.19–24:s.8–13

### Svatba, rodina, práce
Dorothy a Joseph McKibbin obnovili své zasnoubení a 5. října 1927 se vzali na zahradě rodinného domu v Kansas City. Po líbánkách v Rio de Janeiru se přestěhovali do Saint Paul, hlavního města státu Minnesota, kde Joseph McKibbin pracoval v otcově kožešnickém podniku. 6. prosince 1930 se jim narodil syn Kevin, ale Josephovi byl krátce poté diagnostikován Hodgkinův lymfom a 27. října 1931 zemřel.:s.25–31:s.14–15
Dorothy McKibbinová se rozhodla po smrti manžela vrátit do Santa Fe. Naložila svůj majetek do Fordu model A a se synem v doprovodu Josephovy sestry Maggie tam odjela. V období mezi stále se ještě projevující velké hospodářské krize a několik let suchých prachových bouří Dust Bowl, které zdevastovaly  zemědělství v několika amerických státech včetně Nového Mexika, se práce hledala velmi těžko. Dorothy McKibbinová ale našla zaměstnání jako účetní u malé firmy, která prodávala řemeslné výrobky a umělecká díla. Dva majitelé svěřili každodenní chod podniku do jejích rukou, za což ji platili 50 centů na hodinu.:s.36–39:s.16–17
Po několika letech se Dorothy McKibbinová v květnu 1935 vzdala své práce, aby se mohla více věnovat synovi. Její otec sice přišel během velké hospodářské krize o většinu peněz, ale stále měl ještě dost prostředků na to, aby jí pomohl koupit dům. McKibbinová se rozhodla, že bude výhodnější dům postavit. Dne 21. dubna 1936 koupila 1,5 akrový pozemek (přibližně 0,6 hektaru) nedaleko Sunmountu. Dům navrhla společně s Katherine Stinsonovou, kterou poznala během léčby v sanatoriu Sunmount. Vycházely přitom z podoby španělských statků a rančů z 19. století v této oblasti. Dům byl vybaven starožitným zařízením získaným prostřednictvím firmy, u které do roku 1935 pracovala. Náklady na pozemek a stavbu činily 10 000 dolarů. Její otec byl častým návštěvníkem a dohlížel na různé fáze stavby.:s.39–41:s.17–19
V roce 1937 byla Kevinovi diagnostikována endokarditida, kdy jsou zasaženy srdeční chlopně a onemocnění může skončit úmrtím. Při neexistenci antibiotik tehdy také neexistovala žádná jiná léčba, než dlouhodobý klid na lůžku. Po úmrtí otce (16. února 1938 na zápal průdušek) odvezla v roce 1938 syna do dětské nemocnice v Los Angeles. Tamní lékaři jim sdělili, že Kevinovi byla stanovena nesprávná diagnóza a ve skutečnosti má vleklou angínu. Po odstranění mandlí odešel vyléčený. Když začal znovu chodit do školy, McKibbinová se vrátila do práce ve firmě, kde pracovala předtím.:s.43–44:s.19–20

## Práce vprojektu Manhattan

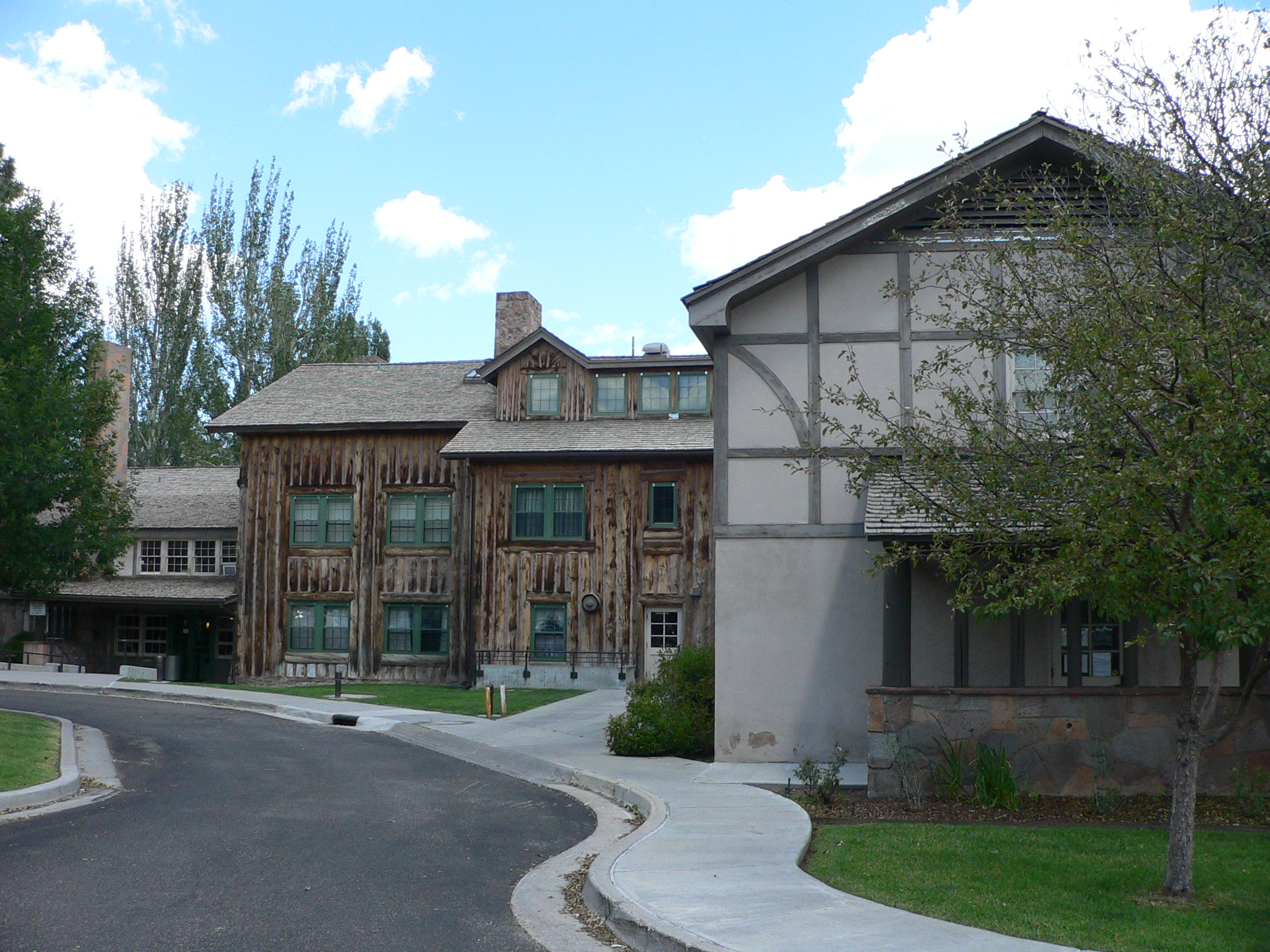
Fuller Lodge (2009) byla původně součást Los Alamos Ranch School, která se stala základem pro nové tajné město Los Alamos.

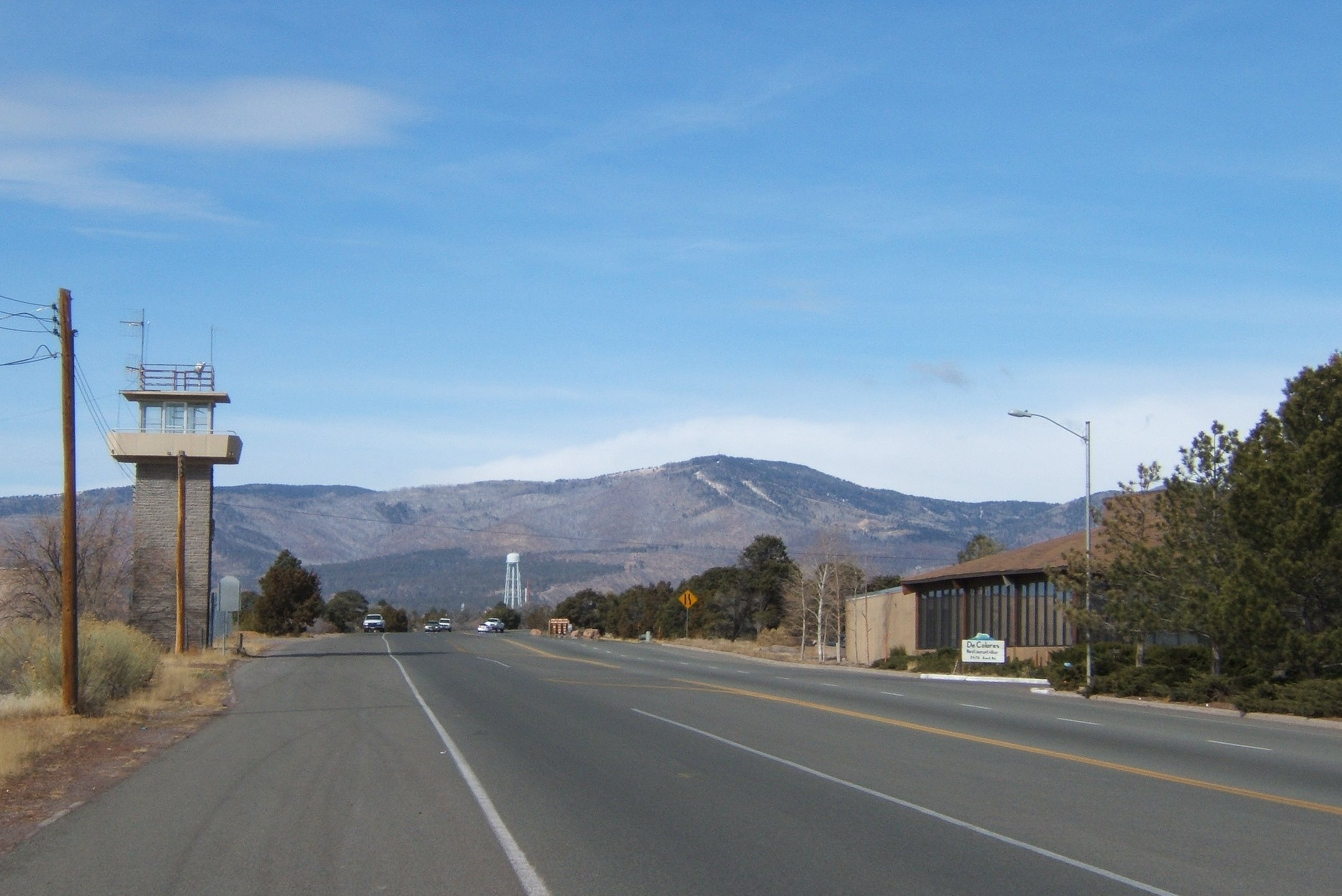
Vjezd do Los Alamos od východu (2006), vlevo původní strážní věž.

Po vypuknutí druhé světové války i americké firmy často musely přejít na válečnou výrobu a v roce 1943 Dorothy McKibbinová přišla o dosavadní práci, protože společnost, ve které byla zaměstnána, ukončila svoji činnost. V březnu 1943 ji oslovili tři muži z Kalifornie, kteří chtěli založit novou kancelář v Santa Fe, a nabídli jí práci sekretářky (pochopitelně netušila, o jak tajný projekt jde). Jeden z nich na ni udělal mimořádný dojem. Jak se později ukázalo, tím mužem byl Robert Oppenheimer. Později o prvním setkání napsala:
Říkala jsem si, že být spojen s tím člověkem, ať už to byl kdokoli, by bylo prostě skvělé! Nikdy jsem se nesetkala s člověkem, jehož magnetismus by vás zasáhl tak rychle a tak dokonale jako jeho. Nevěděla jsem, co dělá. Říkala jsem si, že kdyby třeba kopal příkopy na stavbu nové silnice, tak bych to ráda dělala, nebo kdyby sháněl inzeráty do nějakého časopisu nebo tak něco, tak bych to také ráda dělala. Prostě jsem chtěla mít něco společného s člověkem tak vitálním a zářivým.:s.3 

### Zástupkyně Roberta Oppenheimera
Dorothy McKibbinová se tak stala prvním stálým zaměstnancem kanceláře projektu v Santa Fe, která byla otevřena 27. března 1943. Přestože šlo o hlavní kancelář projektu Manhattan v celém Novém Mexiku, měla jen pět místností, které byly záměrně malé, aby se daly v zimě snadno vytápět malými krby. Její plat činil 150 dolarů měsíčně, což tehdy byl nadstandardní příjem, kterému v roce 2024 odpovídá přes 2640 USD. Později se jejím krycím zaměstnavatelem stala Kalifornská univerzita.:s.58–61
Dorothy McKibbinová si zpočátku nebyla jistá, jaké vlastně budou její povinnosti, které se časem vyvíjely. Stala se zástupkyní Roberta Oppenheimera v Santa Fe a oficiálně vedla bytovou kancelář, která ale nebyla ničím jiným než jen zástěrkou pro budovanou přísně tajnou laboratoř Los Alamos, vzdálenou asi 55 kilometrů. Pro ní ale musela být nejprve vybudována aspoň základní infrastruktura, protože na zvoleném místě nebylo kromě rančerské školy téměř nic. Název Los Alamos se ale v Sante Fe nikdy nepoužíval, přestože McKibbinová místo dobře znala. Mimo jiné se přátelila s básnířkou a spisovatelkou Peggy Pond Churchovou, dcerou Ashleyho Ponda, zakladatele zmíněné rančerské školy.:s.58–61

### Vznik Los Alamos (Site Y)

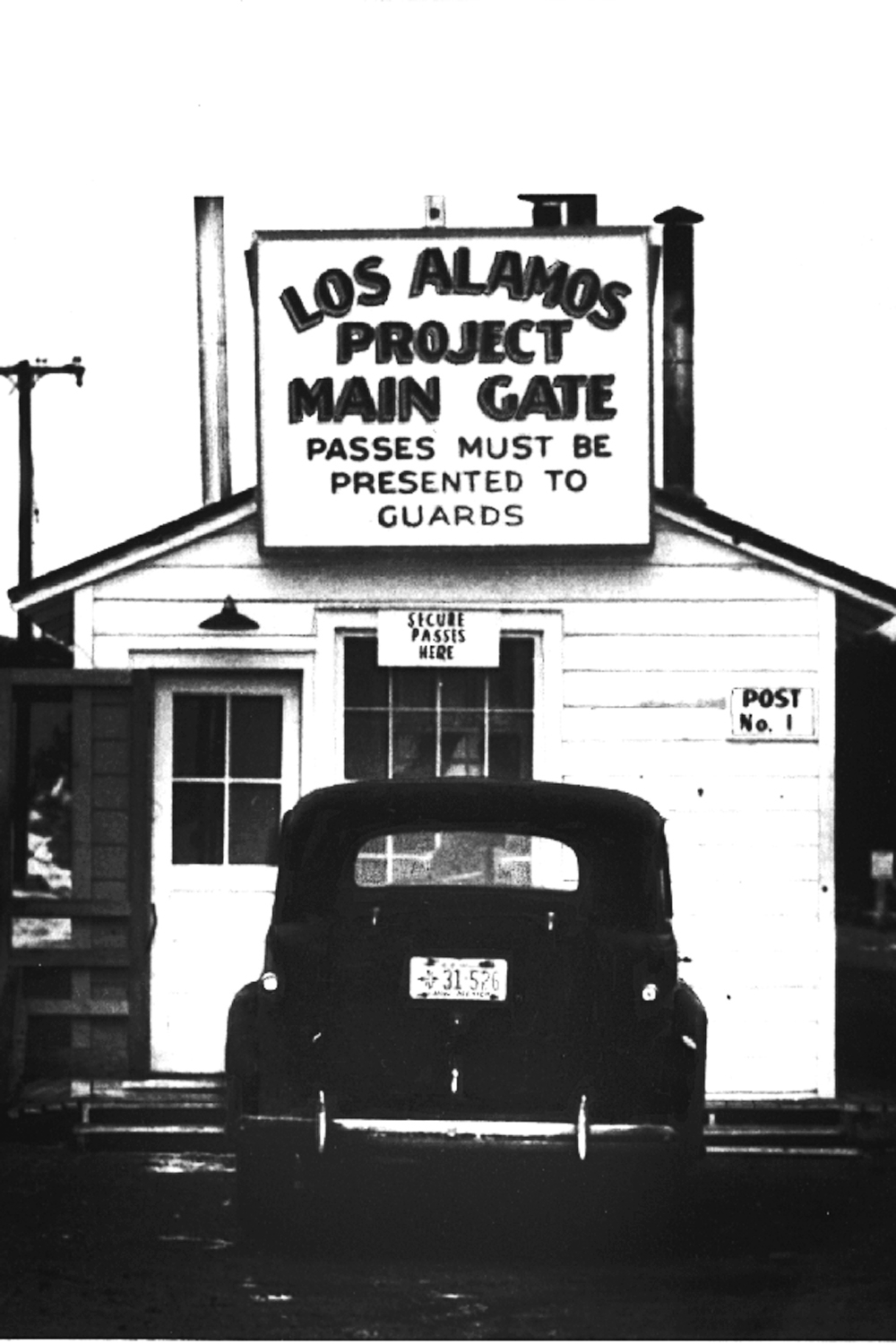
Střežený vjezd do Los Alamos (asi 1944).

Tak jak se projekt Manhattan postupně rozšiřoval, v rámci projektu pracovalo stále více lidí různých profesí a s různými úkoly. Bylo proto rozhodnuto, že vznikne nové přísně tajné hlavní centrum pro provádění a koordinaci jaderného výzkumu, včetně konstrukce samotné atomové bomby (uranová i plutoniová verze), kam budou pod vedením Roberta Oppenheimera soustředěni nejvýznamnější vědci (včetně několika nositelů Nobelovy ceny) a špičkoví technici. 
Generál Leslie Groves (šéf celého projektu Manhattan chtěl centrální výzkumnou a konstrukční laboratoř v izolovaném místě, kde by vědci a technici vůbec nepřišli do kontaktu s běžnou populací a dostatečně daleko od hranic. Major John Dudley postupně navrhl více míst, ale žádné plně nevyhovovalo. Robert Oppenheimer trávil v mládí hodně času v Novém Mexiku a tak navrhl místo v tomto státě, kde sídlila rančerská škola (Los Alamos Ranch School), ale jinak zde nebylo téměř žádné osídlení.
Místo vyhovovalo pro svou odlehlou, ale přesto relativně dostupnou polohu přibližně 55 kilometrů od Santa Fe, hlavního města státu Nové Mexiko. Inženýři zajišťující výstavbu měli zpočátku obavy kvůli špatně přístupové cestě a především zda zdejší vodní zdroje budu stačit pro tolik lidí, ale jinak se místo ukázalo téměř ideální.  Mimo jiné proto, že poloha na náhorní plošině stolové hory umožňovala dokonalou kontrolu všech příjezdů.:s.112

### Utajení Los Alamos
Nejprve byly využity všechny objekty rančerské školy, protože zde téměř nebyly žádné jiné budovy. Školu a okolní pozemky zakoupila armáda Spojených států amerických (další okolní pozemky již byly ve vlastnictví federální vlády). V lednu 1943 škola vydala poslední diplomy a následující měsíc armáda převzala nad místem kompletní kontrolu. Budovy školy se staly základem pro nově budované utajované město.
Rychle byly vybudovány další provizorní prostory pro výzkum a vývoj a do projektu byli nasazeni vědci, technici a inženýři z celého světa. Všechny informace o městě a projektu však byly před veřejností zcela utajeny. Vojenský personál označoval Los Alamos krycím názvem „Site Y“ (další klíčová místa byla označena „Site X“ a „Site W“, celkem se však na projektu pracovalo na přibližně 30 místech) a většina obyvatel Santa Fe místo znala pouze jako „The Hill“ (kopec). 
Los Alamos tak bylo původně vybudováno jako zcela uzavřené město, přístupné z vnějšího světa pouze dvěma kontrolními branami, které společně s kontrolními věžemi střežily jediné příjezdy na náhorní plošinu stolové hory (viz obrázky). Všechny přijíždějící nákladní automobily byly navíc falešně označeny jako přepravující běžné zboží, aby se utajila skutečná povaha jejich nákladu.

### Kancelář vSanta Fe

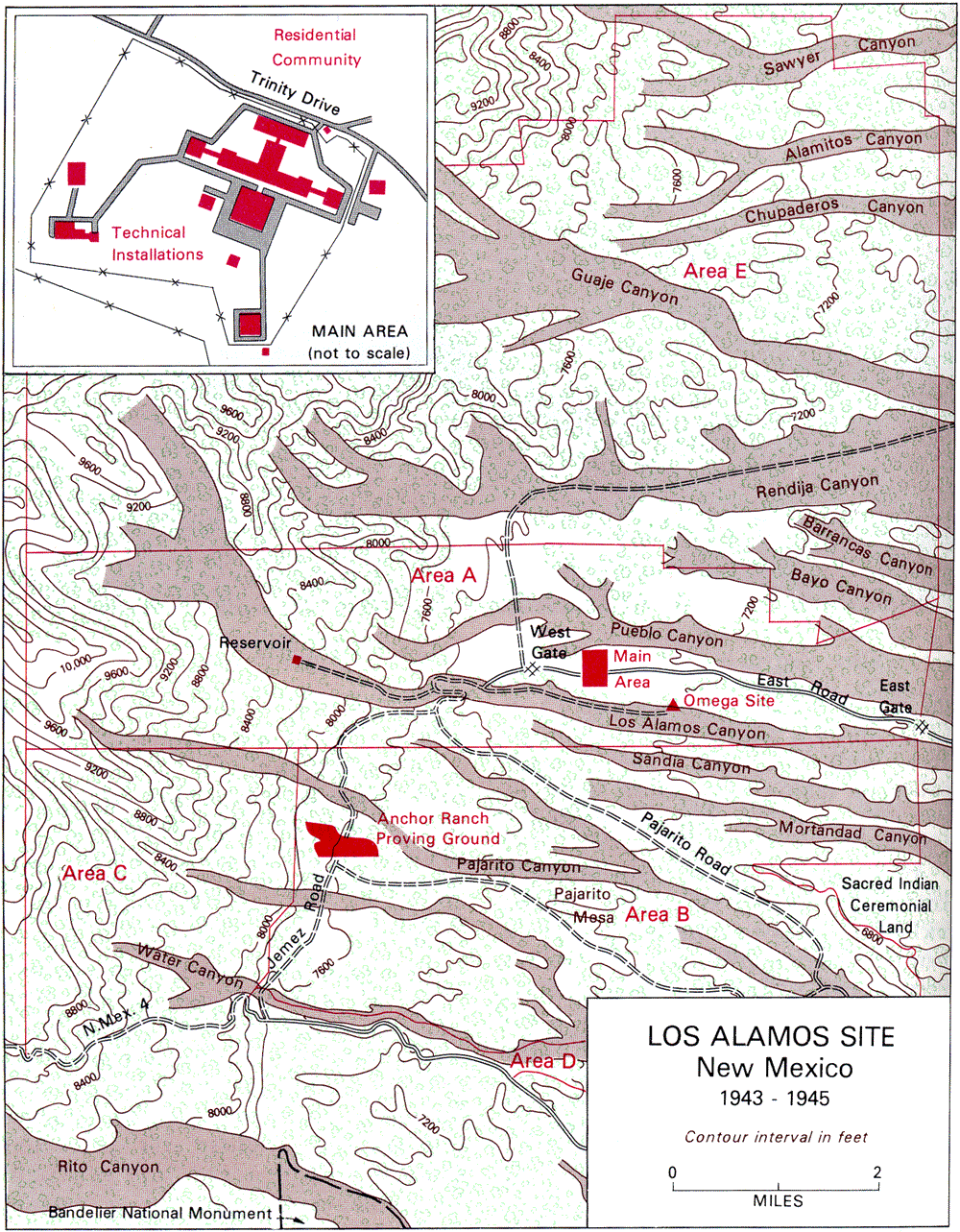
Mapa Los Alamos 1943–1945.

Jak již bylo zmíněno, pro ještě lepší utajení projektu, nebyla jeho hlavní kancelář zřízena v samotném Los Alamos, ale v hlavním městě Santa Fe. Tato kancelář armády se nacházela na adrese 109 East Palace Avenue a vedoucí této kanceláře Dorothy McKibbinová dostala přezdívku „první dáma Los Alamos“ (first lady of Los Alamos) nebo také „strážkyně Los Alamos“ (the gatekeeper to Los Alamos), protože všichni noví zaměstnanci nejprve dostali pouze instrukce, aby cestovali do Santa Fe.:s.84–85
Teprve v této kanceláři se od Dorothy McKibbinová dověděli, kde vlastně budou pracovat a bydlet, s konkrétními pokyny, jak se dostat na správné místo. Pochopitelně také museli být vybaveni potřebnými dokumenty k průchodu bezpečnostními kontrolami. Zpočátku to byly dopisy individuálně podepisované samotným Robertem Oppenheimerem, později speciální bezpečnostní průkazy. Před každým odchodem z práce (často pozdě v noci) musela také spálit každý papír, který během dne vznikl.:s.59, 84
Rovněž veškerá pošta nebyla doručováno přímo do Los Alamos, ale poštovní adresa byla PO Box 1663, Santa Fe, N.M. Veškerá odchozí a příchozí korespondence osob pracujících a žijících v Los Alamos byla také kontrolována a případně cenzurována vojenskými úředníky, což vtipně společně s dalšími zajímavostmi popsal Richard Feynman (tehdy mladý fyzik, pozdější nositel Nobelovy ceny) v kapitole „Los Alamos zdola“ své autobiografické knihy To snad nemyslíte vážně!.
S budováním Los Alamos se spěchalo a tak stále přijížděli noví lidé. Dorothy McKibbinová byla na příjmu 24 hodin denně a Robert Oppenheimer jí mnohdy telefonoval uprostřed noci. Její dům byl často zaplaven hosty. Později na to vzpomínala: Nikdy nebyla nudná chvíle. V kanceláři byl blázinec. Pracovali jsme šest dní v týdnu, ale i tak jsem se nemohla dočkat, až se ráno vrátím do práce. Pořád tam byli lidé, kteří potřebovali pozornost – byli hladoví, vyčerpaní, pospíchali.:s.82
V květnu 1943 byla do Los Alamos zavedena telefonní linka a bylo vybudována nejnutnější zařízení, aby se tam Robert Oppenheimer a další vědci mohli přestěhovat.  Oppenheimer nabídl McKibbinové nové pracovní místo v Los Alamos, ta ale odmítla a dále vedla kancelář v Santa Fe. Vedle oficiálních povinností plnila i další nejrůznější úkoly a všem poskytovala užitečné rady a pomoc. V případě potřeby pohlídala děti nebo domácí zvířata, střežila různé kufříky, sháněla lékaře a mnoho dalšího.:s.76
Působila dokonce jako oddávající, první takový sňatek proběhl 5. září 1943. Dorothy McKibbinová sice nejprve zajistila příslušnou úřední osobu pro uzavření sňatku, ale protože daná osoba osoba neměla bezpečnostního prověrku, nesměla znát skutečná příjmení snoubenců. Byla to první ze série svateb, celkem se jich pod vedením McKibbinové konalo asi třicet, včetně svatby Petera Oppenheimera, syna Roberta Oppenheimera.:s.85
V květnu 1944 ji Oppenheimer pověřil dalším neobvyklým úkolem. Počet zaměstnanců v Los Alamos stále rostl a ubytovny pro ně určené nebyly včas dokončeny. Armáda převzala Frijoles Canyon Lodge v národním parku Bandelier nedaleko Los Alamos. McKibinová měla budovu přeměnit na dočasnou ubytovnu. Na šest týdnů svěřila kancelář v Santa Fe do rukou asistentky. S pomocí armády a několika žen, které si přivezla s sebou, dokázala budovu připravit během pouhých pěti dnů. Když nakonec dorazilo méně lidí, než se původně očekávalo, proměnila budovu v odpočinkové středisko pro vědce z Los Alamos.:s.220–223
Jejím asi nejzvláštnějším úkolem však bylo sledování oblohy, zda se neobjeví japonské balónové bomby. V okolí Los Alamos se za celou válku nic takového nestalo, ale poblíž dalšího hlavního střediska projektu Manhattan, Hanford Site (krycí jméno Site W) zasáhla japonská balónová bomba v březnu 1945 vedení vysokého napětí z hydroelektrárny Grand Coulee. Bylo tak nechtěně vyzkoušeno bezpečnostní zařízení, které fungovalo perfektně a reaktory automaticky odstavilo. Elektrické vedení nebylo vážně poškozeno a bylo rychle opraveno. Hanford Site se tak stalo jediným místem projektu Manhattan, které se za války stalo terčem nepřátelského útoku, byť nepřímo.:s.158
15. července 1945 přijeli do kanceláře na adrese 109 East Palace čtyři osoby (dva páry). Požádaly Dorothy McKibbinovou, aby se k nim připojila na večerní piknik v horách pod horským hřebenem Sandia Peak, nedaleko města Albuquerque. Následujícího dne v 5:30 ráno sledovala oblohu osvětlenou zkouškou první jaderné bomby, která byla označena krycím jménem Trinity test.:s.106

## Pozdější život

### Odliv vědců po válce a stabilizace
Po skončení druhé světové války panovaly značné pochybnosti o další existenci tajné laboratoře v Los Alamos, o zachování kanceláře v Santa Fe ani nemluvě. Zatímco za války měl projekt nejvyšší prioritu, během několika měsíců odešlo přes 2000 osob, včetně mnoha významných vědci, kteří se chtěli vrátit na své univerzity (někteří navíc začali vystupovat proti dalšímu vývoji jaderných zbraní). Dorothy McKibbinová nyní zařizovala odchod většiny lidí.
Nikdo nebyl smutnější než Dorothy McKibbinová, když 16. října 1945 odešel také Robert Oppenheimer. Jeho nástupcem a druhým ředitelem laboratoře se stal Norris Bradbury, který nastoupil do funkce hned následující den. Nejprve nabídku přijal na šestiměsíční zkušební dobu, nakonec zůstal ředitelem Los Alamos National Laboratory až do roku 1970, tedy plných 25 let, mnohem déle než jakýkoli jiný ředitel laboratoře. Přitom tuto funkci převzal v mimořádně obtížném poválečném období a také v pozdějším letech musel překonat několik velmi problémových období.
Zatím odliv důležitých osob pokračoval, do února 1946 odešli všichni vedoucí jednotlivých oddělení. Životní podmínky byly špatné, mnoho lidí stále bydlelo v provizorním ubytování, které bylo narychlo postaveno za války. Uzavření celé laboratoře stále hrozilo. Bradbury zpočátku doufal, že bude velmi rychle přijat Atomic Energy Act, který mimo jiné zajistí přeměnu laboratoře z dočasného válečného projektu na dlouhodobě stabilně fungující instituci. Jeho schvalování se však protahovalo a zákon vstoupil v platnost až od roku 1947. Dokonce samotný Leslie Groves (šéf celého projektu Manhattan) měl v mírově době výrazně omezené pravomoce.
Bradburymu se i v těchto podmínkách podařilo udržet několik klíčových vědců a techniků. Přes snížení počtu zaměstnanců na méně než třetinu musel Bradbury stále poskytovat plnou podporu operaci Crossroads (první série poválečných jaderných testů v roce 1946 na atolu Bikini), a to přestože výše zmíněný Atomic Energy Act stále ještě nebyl schválen. Bradbury postupně dokázal situaci stabilizovat a přiměl Kalifornskou univerzitu, aby prodloužila smlouvu o řízení laboratoře. V rámci dalšího vývoje jaderných zbraní dosáhl obtížného cíle přeměnit individuální laboratorní sestavování jednotlivých bomb (kde byla nutná účast špičkových vědců a techniků) na standardizovaný výrobní proces. Rozhodl se také zachovat kancelář v Santa Fe, a její vedoucí se dle očekávání stala Dorothy McKibbinová.:s.112–113

### Podpora Robertha Oppenheimera
7. června 1949 byla Dorothy McKibbinové ve Washingtonu na abiturientském srazu absolventů Smith College a šla se podívat na Oppenheimerovo vystoupení před Sněmovním výborem pro neamerickou činnost, kde seděl vedle Anne Wilson Marksové, která vystřídala Priscillu Greeneovou ve funkci Oppenheimerovy sekretářky.:s.126–127
V květnu 1950 Sylvia Crouchová tvrdila, že Robert Oppenheimer v červenci 1941 pořádal ve svém domě v Berkeley tajné schůzky s komunisty. Dorothy McKibbinová uskutečnila pečlivé vyšetřování a shromáždila mnoho dokumentů, které dokládaly, že celou tu dobu byl v Santa Fe. V dubnu a květnu 1954 se před Personálně-bezpečnostní komisí Komise pro atomovou energii konalo Oppenheimerovo bezpečnostní slyšení, na základě kterého mu byla odebrána bezpečnostní prověrka.:s.4
Oppenheimer přiznal některé problematické věci, ale základní obvinění odmítl. Na slyšení svědčila v Oppenheimerův prospěch řada špičkových vědců i vládních a vojenských činitelů. Nástupnická organizace AEC později rozhodla, že slyšení bylo „chybným procesem, který porušoval vlastní předpisy Komise“. Odposlechy, které na Straussovu žádost nařídil ředitel FBI Hoover, byly nezákonné.:s.539 Když se v Los Alamos příště objevil Edward Teller, který naopak svědčil proti Oppenheimerovi, Dorothy McKibbinová ho přijala ledově.:s.134–135

### Nová laboratoř a uzavření kanceláře

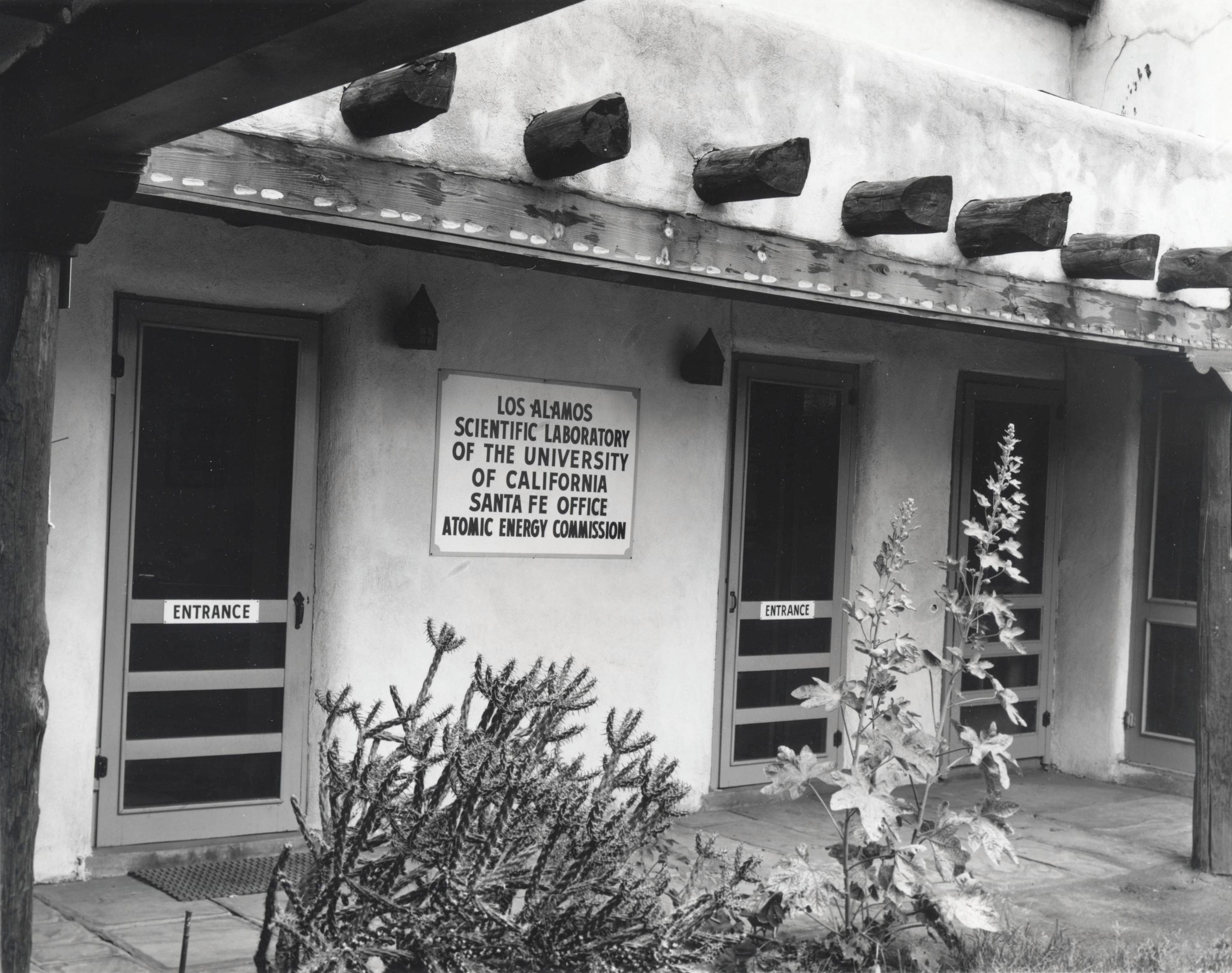
Vstup do kanceláře v Santa Fe v 50. letech.

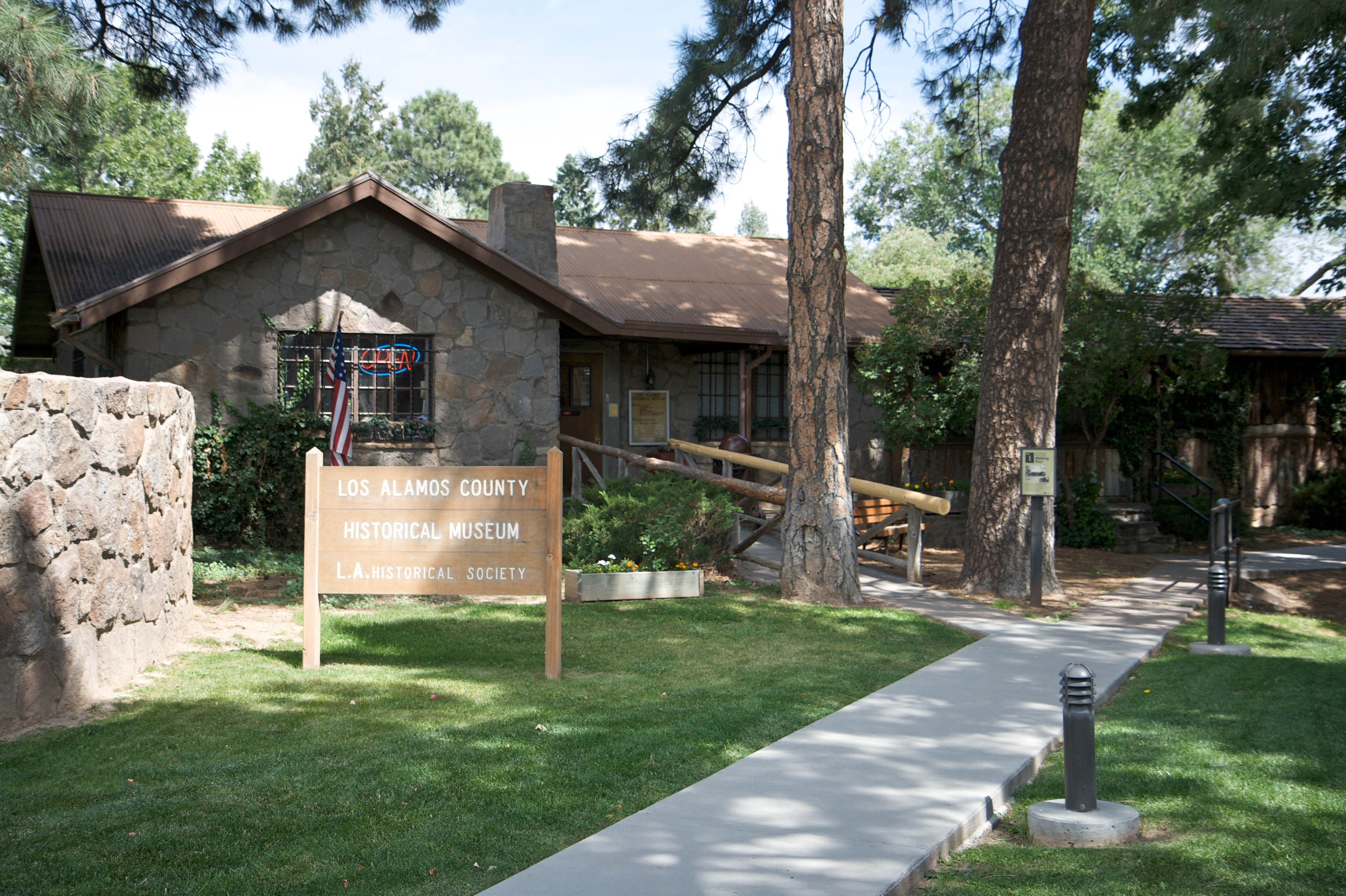
V Los Alamos Historical Museum je jedna místnost pojmenována na počest Dorothy McKibinnové.

Jakmile se Bradburymu podařilo situaci laboratoře stabilizovat, již v roce 1948 předložil Komisi pro atomovou energii návrh soustředit všechny výzkumné a vývojové aktivity na jedno místo do moderního komplexu laboratoří, zatímco dosud byly roztroušené v provizorních objektech na různých místech v Los Alamos, tak jak narychlo vznikly během války. Projekt nebyl schválen ihned a výstavba se protáhla. Ale v 50. letech byl rozsáhlý areál laboratoře skutečně postupně budován v současné lokalitě jižně od města, na náhorní ploše další stolové hory South Mesa a s městem byla laboratoř spojena novým mostem přes kaňon.
Od roku 1945 až do konce 50. let byl Bradbury zodpovědný také za velkou část správy města Los Alamos. Město postupně vybudovalo infrastrukturu včetně nové vodovodní sítě, zdravotnických a vzdělávací zařízení, které nahradily válečná provizoria. Po dokončení první etapy nového areálu laboratoře byly 18. února 1957 odstraněny vstupní kontrolní brány ve městě. Prvním návštěvníkem města bez povolení federální vlády byl tehdejší guvernér Nového Mexika Edwin L. Mechem.
V padesátých letech začal McKibbinové selhávat zrak. V roce 1952 podstoupila operaci šedého zákalu, ale i potom musela nosit velmi silné brýle. Přesto vedla kanceláře v Santa Fe celá padesátá léta a ještě začátkem šedesátých let. Ale poté, co Los Alamos v roce 1957 ztratilo status uzavřeného města a stalo se víceméně „běžným“ městem (byť většina obyvatel jezdila pracovat do nového areálu laboratoři), kancelář v Sante Fe měla stále méně povinností. Nakonec byla 28. července 1963 uzavřena a McKibbinová odešla do důchodu. Konala se malá slavnost, při které ji Norris Bradbury předal pamětní medaili.:s.122
Když byla Robertu Oppenheimerovi v roce 1963 udělena Cena Enrica Fermiho, pozval svou blízkou bývalou spolupracovnici, aby se k němu připojila na recepci v Bílém domě. Dorothy McKibbinová měla v úmyslu tak učinit, ale atentát na prezidenta Johna F. Kennedyho (McKibbinová se s ním osobně setkala při jeho návštěvě Los Alamos 7. prosince 1962) vše změnil. Rozhodla se proto, že se slavnostní recepce nezúčastní. Robert Oppenheimer převzal cenu z rukou nového prezidenta Lyndona B. Johnsona.:s.137–140
Zemřela ve svém domě v Santa Fe 17. prosince 1985 ve věku 88 let. Je pohřbena na Santa Fe Memorial Gardens. Na její počest je pojmenována jedna místnost (Dorothy McKibbin Hall) v Historickém muzeu Los Alamos (Los Alamos Historical Museum). Jako vchod do sálu jsou použity skutečné dveře do kanceláře, která stála v Santa Fe na adrese 109 East Palace, kde Dorothy McKibbinová strávila nejvýznamnější část svého života.:s.141, 147